# Vita consacrata
Nella Chiesa cattolica, per vita consacrata si intende quella forma di vita con la quale i fedeli (chierici o laici, uomini o donne) si consacrano in modo speciale a Dio attraverso la professione, mediante voto pubblico, dei consigli evangelici di povertà, castità e obbedienza.
Lo stato di vita consacrata è costituito, quindi, essenzialmente dalla pubblica professione dei consigli evangelici: non dall'azione apostolica, né dalla vita comune.
Solitamente la professione dei consigli evangelici avviene all'interno di un istituto di vita consacrata, una società eretta o approvata dalla legittima autorità ecclesiastica (Santa Sede o vescovi): tali istituti, a seconda che i membri pratichino vita comunitaria o no, si distinguono in religiosi e secolari.
Gli istituti di vita consacrata non esauriscono tutte le possibilità della vita consacrata: sin dall'antichità, esistono gli eremiti e le vergini consacrate che, a norma del Codice di diritto canonico (cann. 603 e 604), professano pubblicamente i tre consigli evangelici nelle mani di un vescovo.
I consacrati non vanno confusi con i membri del clero, cioè coloro che hanno ricevuto il Sacramento dell'Ordine, indipendentemente dallo stato di vita che hanno scelto, sia esso secolare (i cosiddetti diocesani) o regolare (per l'appunto i religiosi e i consacrati).

## Magistero
(Papa Pio XII, Sacra virginitas (1954))
(Optatam totius 10)
(Papa Giovanni Paolo II, Familiaris consortio 16)